# Foleyellides
Foleyellides ist eine Gattung der Filarien mit 16 Arten. Die Parasiten befallen Amphibien (Echte Frösche, Kröten und Pfeiffrösche), ihre Larvenentwicklung erfolgt im Fettgewebe von Stechmücken.

## Merkmale
Foleyellides hat die Merkmale der Waltonellini mit seitlich neben der Mundhöhle gelegenen Kutikula-Ausläufern. Die Kopfpapillen haben eine breite Basis, der eine Spitze aufsitzt. Seiten- und Kaudalflügel sind stets vorhanden. Die Vulva liegt in der Ösophagusregion nahe des Kopfendes.

## Systematik
Zur Gattung gehören nach Hodda und dem Interim Register of Marine and Nonmarine Genera folgende Arten:
- Foleyellides albareti (Bain, Kim & Petit, 1979)
- Foleyellides americana Walton, 1929
- Foleyellides confusa Schmidt & Kuntz, 1969
- Foleyellides dolichoptera Wehr & Causey, 1939
- Foleyellides duboisi Leiper, 1911
- Foleyellides dufourae (Bain, Kim & Petit, 1979)
- Foleyellides flexicauda Schacher & Crans, 1975
- Foleyellides guyanensis (Bain & Prod'hon, 1974)
- Foleyellides malayensis (Petit & Yen, 1979)
- Foleyellides mayenae Romero-Mayen & Leon-Regagnon, 2016
- Foleyellides oumari (Bain, Kim & Petit, 1979)
- Foleyellides ranae Walton, 1929
- Foleyellides rhinellae Garcia-Prieto, Ruiz-Torres, Osorio-Sarabia & Merlo-Serna, 2014
- Foleyellides royi (Bain, Kim & Petit, 1979)
- Foleyellides striatus (Ochoterena & Caballero, 1932)

Synonyme der Gattung sind Waltonella Schacher, 1975 und Waltonia Schacher & Crans, 1973.